# De Band (natuurgebied)
De Band is een natuurgebied ten zuidwesten van Well, nabij de buurtschap Elsteren.
De Band heeft een oppervlakte van 24 hectare.
In 1993 en 1995 stond het water in de Maas erg hoog, en men besloot toen om de kades om de dorpen in het winterbed van de Maas te verhogen. De hiertoe benodigde klei werd in kleiputten gewonnen. De afwisseling die daardoor ontstond zorgde voor meer natuurlijke variatie. Ook de bever vestigde zich hier. Verder wordt het gebied begraasd en vrijwel elk jaar wordt het door de Maas overstroomd.
Het gebied is rijk aan watervogels, zoals zomertaling en grauwe gans. Ook grote zilverreiger en aalscholver ziet men hier. Van de planten kan het klein vlooienkruid worden genoemd.